# 西北互助保險
西北相互屬於美國相互組織金融公司，總部位於 威斯康辛州，密爾沃基。業務涵蓋資產、財富管理收入保護、教育計劃、退休計劃、投資顧問服務、財政計劃信託、私人服務、房地產計劃和業務計劃。這項產品包括人壽保險、永久人壽保險、殘障保險和長期保險；以及多項投資服務。而本集團則在2021年被美國財富雜誌美國500強和全球500強，排名分別為90位和360位，屬於全美最30大企業的營業額。  而所有盈餘每年向保單持有人派發股息。

## 事紀
西北互助在1857年3月2日，位於威斯康辛州設立互助人壽公司。最初總部位於簡斯維爾，但在1859年，已搬遷至密爾沃基。
在1864年，本公司向保單持有人首次派發股息支付。 而在1867年和1870年，再次支付股息，直至1872年完成為止。
截至2021年，本公司以3088億美元資產，營業額為311億美元，它們財富管理和投資服務則已達至2000億美元。
西北相互的 northwesternmutual作為主要 頂級域最長註冊商標。

## 財務評級
西北相互屬於主要評級機構，獲得最高評價。

## 頒發及榮譽
西北相互被《福布斯》雜誌2021年度美國最佳僱員獲排名為368位。

## 參照
1. 1 2  . Northwestern Mutual.   [2021-11-26]. （原始内容存档于2021-11-26）.
2. ↑  .   [2021-11-26]. （原始内容存档于2022-07-18）.
3. ↑  . Northwestern Mutual.   [August 17, 2016]. （原始内容存档于2016-10-08）.
4. ↑  . Fortune.   [25 August 2021]. （原始内容存档于2021-11-26）.
5. ↑  . Fortune.   [26 November 2021]. （原始内容存档于2021-10-21）.
6. ↑  Smith, Ryan. . www.insurancebusinessmag.com.   [2020-07-18]. （原始内容存档于2021-11-26） （英语）.
7. ↑  . 14 June 2011  [2020-07-18]. （原始内容存档于2022-07-15）.
8. ↑  www.bizjournals.com https://www.bizjournals.com/milwaukee/news/2018/11/06/northwestern-mutual-expects-biggest-dividend.html.   [2020-07-18]. 缺少或|title=为空 (帮助)
9. ↑  Weiland, Andrew. . biztimes.com. 2021-02-19  [2021-11-26]. （原始内容存档于2021-11-26）.
10. ↑  Hauer, Sarah. . Milwaukee Journal Sentinel.   [2021-03-15]. （原始内容存档于2021-07-31） （美国英语）.
11. ↑  . InsuranceNewsNet. 2021-02-18  [2021-03-15]. （原始内容存档于2022-07-14） （美国英语）.
12. ↑  . Newsroom | Northwestern Mutual.   [2021-03-15]. （原始内容存档于2022-07-01） （英语）.
13. ↑  . Cision PR Newswire. 25 June 2020  [24 July 2020]. （原始内容存档于2021-11-26）.
14. ↑  . www.iana.org.   [2018-11-30]. （原始内容存档于2022-05-13）.
15. ↑  Smith, Ryan. . www.insurancebusinessmag.com.   [2020-07-18]. （原始内容存档于2021-11-26） （英语）.
16. ↑  Smith, Ryan. . www.insurancebusinessmag.com.   [2020-07-18]. （原始内容存档于2021-11-26） （英语）.
17. ↑  . www.moodys.com.   [2020-07-18]. （原始内容存档于2021-11-26）.
18. ↑  . Forbes.   [2021-03-15]. （原始内容存档于2021-11-20） （英语）.